# Ellisiodothis pittieri
Ellisiodothis pittieri är en svampart som beskrevs av Syd. 1930. Ellisiodothis pittieri ingår i släktet Ellisiodothis och familjen Microthyriaceae.   Inga underarter finns listade i Catalogue of Life.